# San Francesco delle Monache
San Francesco delle Monache je crkva u baroknom stilu koja se nalazi u ulici Via Santa Chiara, u Napulju, južna Italija.

## Povijest
Crkvu na tom mjestu prvo su sagradili Robert Anžuvinski i njegova supruga za časne sestre iz Reda svete Klare u 14. stoljeću. Njegova supruga, nekoć udovica, stupila je u ovaj samostan. Ovdje je nekoć boravila i blažena Costanza Starace. Početni nacrt pripisan je Masucciu II., ali su daljnje rekonstrukcije i dekoracije nastavljene 1646. i 1750. godine. Arhitekti Bartolomeo Vecchione i Crescenzo Torchese sudjelovali su u potonjim rekonstrukcijama, uključujući i pročelje. Velik dio umjetnina je premješten ili izgubljen. Stropna platna u lađi pripisivana su Balducciju i njegovim učenicima. Ostala djela napravljena za crkvu ili kapele pripisana su Andrei Malinconicu; Giovanni Battista Caracciolo; Djevica sa sv. Antunom Padovanskim i Elizabetom Ugarskom Antonija Stabilea, učenika Silvestra Bruna; i Djevica od krunice sa svetim Domenikom, Ružom, Gennarom i Barbarom Giacinta Popolija, učenika Massima Stanzionea.
Ukinut 1805., Kompleks je nedavno postao škola. Torchese je dovršio unutarnje polikromirane mramorne ukrase crkve. U crkvi se danas nalazi Kulturni centar "Domus Ars".

## Vanjske poveznice
|  | Zajednički poslužitelj ima još gradiva o temi San Francesco delle Monache |